# Imala
Pour les articles homonymes, voir Imala (homonymie).
L’imāla (إمالة, « inflexion » en arabe) est un processus phonétique présent dans certains dialectes de l’arabe, anciens ou modernes, provocant la modification du [a] en [æ] [ɛ], [e], ou [i].

## Sources
- M. Barbot, Évolution de l’arabe contemporain, Paris, Adrien Maisonneuve, coll. « Publications de la Sorbonne, Recherches » (no 47), 1981
- (en) Melissa Barkat-Defradas, « Vowel Raising », dans Encyclopedia of Arabic Language and Linguistics, Brill, 2011 (DOI 10.1163/1570-6699_eall_EALL_SIM_0140)
- Jean Cantineau, Études de linguistique arabe, Paris, Librairie C. Klincksieck, 1960
- (en) Émilie Pénélope Durand, Word-final imaala in contemporary Levantine Arabic : a case of language variation and change (thèse de master), University of Texas at Austin, 2011
- (en) Aryeh Levin, « ʾImāla », dans Encyclopedia of Arabic Language and Linguistics, Brill, 2011 (DOI 10.1163/1570-6699_eall_EALL_SIM_vol2_0022)
- Liesbeth Zack, Johannes Den Heijer et Perrine Pilette, « L’imāla finale en Égypte : une approche diachronique », dans Nadia Comolli, Julien Dufour, Marie-Aimée Germano, Libellules arabes, sémitiques, italiennes, berbères : Études linguistiques et littéraires offertes à Jérôme Lentin par ses collègues, élèves et amis, Paris, Geuthner, 2021, 629-662 p. (ISBN 978-2-7053-4089-6, hdl 11245.1/4d665120-7587-4632-b287-6df92c2c5470)